# Körös-osztály
A Körös-osztály az Osztrák–Magyar Monarchia oldalán, a Császári és Királyi Haditengerészet kötelékében harcoló monitor-osztály volt. Tagjai az SMS Körös és az SMS Szamos voltak.

## A Körös-osztály
A Körös-osztály két hajója a Császári és Királyi Haditengerészet harmadik és negyedik monitorja volt. Mindkettőt a Schoenichen-Hartmann-féle Egyesült Hajó-, Gép- és Kazángyár építette Újpesten. A két hajó részt vett az első világháború harcaiban. Később a Körös jugoszláv hadizsákmánnyá lett, a Szamost Magyarországon elevátornak használták. Végül szétbontották őket Jugoszláviában.

## Az osztály tagjai

### SMS Körös
1892-ben bocsátották vízre, és 1894. április 2-án állították szolgálatba. Az első világháború több nagy ütközetében is részt vett, 1918. végén zátonyra futott és egy egész napig harcolt a szerb tüzérséggel, végül a hajót a legénysége elhagyta. A hajó a jugoszlávoké lett. A második világháborúban aknára futott és 1945–46 között lebontották.

### SMS Szamos
1892-ben bocsátották vízre. 1914-ben több más monitorral együtt részt vett Belgrád ostromában. Ezt követően az első világháborúban nagyobb akciókban nem vett részt, de tovább harcolt. 1919-ben a Tanácsköztársaság oldalán harcolt, majd Magyarországon elevátornak használták. Az 1960-as években kiselejtezték és Jugoszláviában bontották le 1980 körül.